# Coupe des nations du Pacifique 2025
Navigation
Coupe 2024 Coupe 2026
La Coupe des nations du Pacifique 2025 (en anglais : Pacific Nations Cup 2025) est la 17e édition de la compétition.
À l'occasion de cette édition, les trois nations les mieux classées (hors Fidji et Japon) se qualifient pour la Coupe du monde 2027, tandis que la quatrième est reversée en barrage Pacifique-Amérique du Sud.

## Format
Le format est de la compétition est maintenu : les six équipes sont réparties en deux poules régionales : une poule A avec Fidji, Samoa et Tonga, et une poule B rassemblant le Canada, les États-Unis, et le Japon. Chaque équipe joue un match à domicile et un match à l'extérieur. Les deux meilleures équipes de chaque poule participent aux demi-finales. Les derniers de poules s'affrontent dans un match de classement. La phase finale est organisée aux États-Unis.

## Effectifs

### Canada
Le 19 août, l'encadrement du Canada dévoile un groupe de 28 joueurs pour le début de la compétition. Tyler Ardron effectue son retour en sélection après quatre ans sans jouer pour son pays.
| Entraîneur | Entraîneur             | Steve Meehan                                                                            |
| Avants     | Pilier                 | Cole Keith, Cali Martinez, Emerson Prior, Kyle Steeves (en), Conor Young (en)           |
| Avants     | Talonneur              | Dewald Kotze, Jesse Mackail                                                             |
| Avants     | Deuxième ligne         | Izzak Kelly (en), Evan Olmstead, Piers von Dadelszen (en)                               |
| Avants     | Troisième ligne aile   | Mason Flesch (en), Matt Heaton (en), Matthew Oworu, Siôn Parry (en), Lucas Rumball (en) |
| Avants     | Troisième ligne centre | Tyler Ardron                                                                            |
| Arrières   | Demi de mêlée          | Jason Higgins (en), Stephen Webb                                                        |
| Arrières   | Demi d'ouverture       | Brenden Black, Peter Nelson (en)                                                        |
| Arrières   | Centre                 | Noah Flesch, Spencer Jones (en), Ben LeSage (en), Talon McMullin                        |
| Arrières   | Ailier                 | Nic Benn, Josiah Morra (en), Isaac Olson (en)                                           |
| Arrières   | Arrière                | Cooper Coats (en)                                                                       |

### États-Unis
Le 15 août, les États-Unis annonce un groupe de 39 joueurs pour préparer la compétition. Benjamín Bonasso (en) est nommé capitaine.
| Entraîneur | Entraîneur             | Scott Lawrence (en) |
| Avants     | Pilier                 | Pono Davis, Jack Iscaro (en), Tonga Kofe, Ezekiel Lindenmuth (en), Alec McDonnell, Maliu Niuafe, Payton Talea, Jake Turnbull (en) |
| Avants     | Talonneur              | Kaleb Geiger (en), Shilo Klein (en), Kapeli Pifeleti                                                                              |
| Avants     | Deuxième ligne         | Jason Damm (en), Tevita Naqali (en), Marno Redelinghuys (en), Rick Rose                                                           |
| Avants     | Troisième ligne aile   | Makeen Alikhan (en), Benjamín Bonasso (en) , Vili Helu (en), Christian Poidevin (en), Paddy Ryan (en), Lance Williams             |
| Avants     | Troisième ligne centre | Nafi Ma'afu |
| Arrières   | Demi de mêlée          | Ruben de Haas, Ethan McVeigh, Juan-Philip Smith (en)                                                                              |
| Arrières   | Demi d'ouverture       | Christopher Hilsenbeck, AJ MacGinty, Tom Pittman                                                                                  |
| Arrières   | Centre                 | Dominic Besag (en), Tommaso Boni (en), Tavite Lopeti, Erich Storti                                                                |
| Arrières   | Ailier                 | Nate Augspurger, Noah Brown, Lauina Futi, Rufus McLean (en)                                                                       |
| Arrières   | Arrière                | Toby Fricker, Mitch Wilson (en)                                                                                                   |

### Fidji
Pour le début de la compétition, un groupe de 29 joueurs est nommé. Quelques jours après l'annonce de la liste, Semi Radradra déclare forfait pour l'intégralité de la compétition, il est remplacé par Joji Nasova (en). 
| Entraîneur | Entraîneur             | Mick Byrne (en)                                                                      |
| Avants     | Pilier                 | Mesake Doge, Haereiti Hetet (en), Eroni Mawi, Samu Tawake (en), Meli Tuni (en)       |
| Avants     | Talonneur              | Tevita Ikanivere, Zuriel Togiatama                                                   |
| Avants     | Deuxième ligne         | Temo Mayanavanua, Isoa Nasilasila, Mesake Vocevoce (en), Etonia Waqa (en)            |
| Avants     | Troisième ligne aile   | Elia Canakaivata (en), Motikai Murray (en), Kitione Salawa Jr. (en), Isoa Tuwai (en) |
| Avants     | Troisième ligne centre | Viliame Mata                                                                         |
| Arrières   | Demi de mêlée          | Philip Baselala (en), Simione Kuruvoli, Sam Wye (en)                                 |
| Arrières   | Demi d'ouverture       | Isaiah Armstrong-Ravula (en), Caleb Muntz                                            |
| Arrières   | Centre                 | Semi Radradra , Kalaveti Ravouvou, Inia Tabuavou, Seta Tamanivalu                    |
| Arrières   | Ailier                 | Ponepati Loganimasi (en), Joji Nasova (en), Taniela Rakuro (en)                      |
| Arrières   | Arrière                | Tuidraki Samusamuvodre (en), Kemu Valetini (en)                                      |

### Japon
| Entraîneur |                        |  |
| Avants     | Pilier                 |  |
| Avants     | Talonneur              |  |
| Avants     | Deuxième ligne         |  |
| Avants     | Troisième ligne aile   |  |
| Avants     | Troisième ligne centre |  |
| Arrières   | Demi de mêlée          |  |
| Arrières   | Demi d'ouverture       |  |
| Arrières   | Centre                 |  |
| Arrières   | Ailier                 |  |
| Arrières   | Arrière                |  |

### Samoa
Le 14 août, un groupe de 28 joueurs est annoncé.
| Entraîneur | Entraîneur             | Tusi Pisi                                                                                   |
| Avants     | Pilier                 | Jarred Adams (en), Michael Alaalatoa, Brad Amituanai (en), Marco Fepulea'i (en), Aki Seiuli |
| Avants     | Talonneur              | Pita Anae Ah-Sue, Ray Niuia, Luteru Tolai                                                   |
| Avants     | Deuxième ligne         | Michael Curry (en), Ben Nee-Nee (en), Sam Slade                                             |
| Avants     | Troisième ligne aile   | Niko Jones (en), Theo McFarland , Olajuwon Noa (en)                                         |
| Avants     | Troisième ligne centre | Iakopo Mapu (en), Taleni Seu                                                                |
| Arrières   | Demi de mêlée          | Joel Lam (en), Melani Matavao, Connor Tupai (en)                                            |
| Arrières   | Demi d'ouverture       | AJ Alatimu, Rodney Iona                                                                     |
| Arrières   | Centre                 | Melani Nanai (en), Henry Taefu                                                              |
| Arrières   | Ailier                 | Elisapeta Alofipo, Tuna Tuitama (en), Lolagi Visinia                                        |
| Arrières   | Arrière                | Tomasi Alosio (en), Theodore Steffany                                                       |

### Tonga
| Entraîneur |                        |  |
| Avants     | Pilier                 |  |
| Avants     | Talonneur              |  |
| Avants     | Deuxième ligne         |  |
| Avants     | Troisième ligne aile   |  |
| Avants     | Troisième ligne centre |  |
| Arrières   | Demi de mêlée          |  |
| Arrières   | Demi d'ouverture       |  |
| Arrières   | Centre                 |  |
| Arrières   | Ailier                 |  |
| Arrières   | Arrière                |  |

## Phase de poules

### Poule A

#### Classement
| Rang | Pays  | J | V | N | D | Bo | Bd | Pm | Pe | Diff | Pts |
| ---- | ----- | - | - | - | - | -- | -- | -- | -- | ---- | --- |
| 1    | Fidji | 0 | 0 | 0 | 0 | 0  | 0  | 0  | 0  | 0    | 0   |
| 2    | Samoa | 0 | 0 | 0 | 0 | 0  | 0  | 0  | 0  | 0    | 0   |
| 3    | Tonga | 0 | 0 | 0 | 0 | 0  | 0  | 0  | 0  | 0    | 0   |

|  | Qualifié en demi-finale |

#### Matchs
| 23 août 2025 15 h UTC+13:00 | Tonga   | – | Samoa | Teufaiva Sport Stadium, Nukuʻalofa Arbitre : Angus Gardner |
| 23 août 2025 15 h UTC+13:00 | Rapport |   |       | Teufaiva Sport Stadium, Nukuʻalofa Arbitre : Angus Gardner |
| 23 août 2025 15 h UTC+13:00 |         |   |       | Teufaiva Sport Stadium, Nukuʻalofa Arbitre : Angus Gardner |

| 30 août 2025 15 h UTC+12:00 | Fidji   | – | Tonga | Stade national de Suva, Suva Arbitre : Karl Dickson |
| 30 août 2025 15 h UTC+12:00 | Rapport |   |       | Stade national de Suva, Suva Arbitre : Karl Dickson |
| 30 août 2025 15 h UTC+12:00 |         |   |       | Stade national de Suva, Suva Arbitre : Karl Dickson |

| 6 septembre 2025 15 h UTC+12:00 | Samoa   | – | Fidji | Rotorua International Stadium, Rotorua Arbitre : Takehito Namekawa (ja) |
| 6 septembre 2025 15 h UTC+12:00 | Rapport |   |       | Rotorua International Stadium, Rotorua Arbitre : Takehito Namekawa (ja) |
| 6 septembre 2025 15 h UTC+12:00 |         |   |       | Rotorua International Stadium, Rotorua Arbitre : Takehito Namekawa (ja) |

### Poule B

#### Classement
| Rang | Pays       | J | V | N | D | Bo | Bd | Pm | Pe | Diff | Pts |
| ---- | ---------- | - | - | - | - | -- | -- | -- | -- | ---- | --- |
| 1    | Canada     | 0 | 0 | 0 | 0 | 0  | 0  | 0  | 0  | 0    | 0   |
| 2    | États-Unis | 0 | 0 | 0 | 0 | 0  | 0  | 0  | 0  | 0    | 0   |
| 3    | Japon      | 0 | 0 | 0 | 0 | 0  | 0  | 0  | 0  | 0    | 0   |

|  | Qualifié en demi-finale |

#### Matchs
| 22 août 2025 19 h UTC−06:00 | Canada  | – | États-Unis | Stade McMahon, Calgary Arbitre : Luke Pearce |
| 22 août 2025 19 h UTC−06:00 | Rapport |   |            | Stade McMahon, Calgary Arbitre : Luke Pearce |
| 22 août 2025 19 h UTC−06:00 |         |   |            | Stade McMahon, Calgary Arbitre : Luke Pearce |

| 30 août 2025 17 h UTC+09:00 | Japon   | – | Canada | Stade de Sendai, Sendai Arbitre : Paul Williams |
| 30 août 2025 17 h UTC+09:00 | Rapport |   |        | Stade de Sendai, Sendai Arbitre : Paul Williams |
| 30 août 2025 17 h UTC+09:00 |         |   |        | Stade de Sendai, Sendai Arbitre : Paul Williams |

| 6 septembre 2025 18 h 5 UTC−07:00 | États-Unis | – | Japon | Heart Health Park, Sacramento Arbitre : Craig Evans (en) |
| 6 septembre 2025 18 h 5 UTC−07:00 | Rapport    |   |       | Heart Health Park, Sacramento Arbitre : Craig Evans (en) |
| 6 septembre 2025 18 h 5 UTC−07:00 |            |   |       | Heart Health Park, Sacramento Arbitre : Craig Evans (en) |

## Phase finale

### Tableau
|  | Demi-finales                 | Demi-finales         |  |  | Finale                       | Finale                       |
|  | Demi-finales                 | Demi-finales         |  |  | Finale                       | Finale                       |
|  |                              |                      |  |  |                              |                              |
|  | 14 septembre, Denver         | 14 septembre, Denver |  |  | 20 septembre, Salt Lake City | 20 septembre, Salt Lake City |
|  | 14 septembre, Denver         | 14 septembre, Denver |  |  | 20 septembre, Salt Lake City | 20 septembre, Salt Lake City |
|  |                              |                      |  |  | 20 septembre, Salt Lake City | 20 septembre, Salt Lake City |
|  |                              |                      |  |  | 20 septembre, Salt Lake City | 20 septembre, Salt Lake City |
|  |                              |                      |  |  | 20 septembre, Salt Lake City | 20 septembre, Salt Lake City |
|  |                              |                      |  |  |                              |                              |
|  | 14 septembre, Denver         |                      |  |  |                              |                              |
|  |                              |                      |  |  |                              |                              |
|  |                              |                      |  |  |                              |                              |
|  |                              |                      |  |  |                              |                              |
|  |                              |                      |  |  |                              |                              |
|  | Match pour la 3e place       |                      |  |  |                              |                              |
|  |                              |                      |  |  |                              |                              |
|  | 20 septembre, Salt Lake City |                      |  |  |                              |                              |
|  |                              |                      |  |  |                              |                              |
|  |                              |                      |  |  |                              |                              |
|  |                              |                      |  |  |                              |                              |
|  |                              |                      |  |  |                              |                              |
|  |                              |                      |  |  |                              |                              |

|  | Match pour la 5e place |  |  |
|  |                        |  |  |
|  |                        |  |  |
|  | 14 septembre, Denver   |  |  |
|  |                        |  |  |
|  |                        |  |  |
|  |                        |  |  |
|  |                        |  |  |

### Match pour la cinquième place
| 14 septembre 2025 |  | – |  | Dick's Sporting Goods Park, Denver Arbitre : Damián Schneider |
| 14 septembre 2025 |  |   |  | Dick's Sporting Goods Park, Denver Arbitre : Damián Schneider |
| 14 septembre 2025 |  |   |  | Dick's Sporting Goods Park, Denver Arbitre : Damián Schneider |

### Demi-finales
| 14 septembre 2025 |  | – |  | Dick's Sporting Goods Park, Denver Arbitre : Eoghan Cross (en) |
| 14 septembre 2025 |  |   |  | Dick's Sporting Goods Park, Denver Arbitre : Eoghan Cross (en) |
| 14 septembre 2025 |  |   |  | Dick's Sporting Goods Park, Denver Arbitre : Eoghan Cross (en) |

| 14 septembre 2025 |  | – |  | Dick's Sporting Goods Park, Denver Arbitre : Luc Ramos |
| 14 septembre 2025 |  |   |  | Dick's Sporting Goods Park, Denver Arbitre : Luc Ramos |
| 14 septembre 2025 |  |   |  | Dick's Sporting Goods Park, Denver Arbitre : Luc Ramos |

### Match pour la troisième place
| 20 septembre 2025 |  | – |  | America First Field, Salt Lake City Arbitre : Luc Ramos |
| 20 septembre 2025 |  |   |  | America First Field, Salt Lake City Arbitre : Luc Ramos |
| 20 septembre 2025 |  |   |  | America First Field, Salt Lake City Arbitre : Luc Ramos |

### Finale
| 20 septembre 2025 |  | – |  | America First Field, Salt Lake City Arbitre : Damián Schneider |
| 20 septembre 2025 |  |   |  | America First Field, Salt Lake City Arbitre : Damián Schneider |
| 20 septembre 2025 |  |   |  | America First Field, Salt Lake City Arbitre : Damián Schneider |

## Classement final
| Rang | Équipe | Qualifications pour la Coupe du monde de rugby à XV 2027 |
| ---- | ------ | -------------------------------------------------------- |
| 1    |        |                                                          |
| 2    |        |                                                          |
| 3    |        |                                                          |
| 4    |        |                                                          |
| 5    |        |                                                          |
| 6    |        |                                                          |